# 鲟鱼级攻击型核潜艇
鲟鱼级攻击型核潜艇（英語：Sturgeon-class submarine），是第四代攻击型核潜艇，當初興建此潛艇的目的是為了要取代長尾鯊級核動力攻擊型潛艇，後來又被洛杉磯級攻擊型核潛艇取代。

## 服役情况
自1961年至1975年共建成服役了37艘鱘魚級核潛艇。60年代，美國的長尾鯊級核動力攻擊型潛艇失事沉沒後，為了補足其數量，並為當時的小鷹级航空母艦護航因而衍生。

## 武器装备

### 导弹
- 通用动力公司的战斧巡航导弹，地形匹配加惯性导航系统，射程可达2500km，飞行速度可达0.7Ma，飞行高度为15-100m，核装药当量200ktTNT,圆概率误差为80m。 [1]
- 麦道公司的鱼叉反舰导弹，主动雷达寻的，射程可达130km，速度为0.9Ma。[2]

### 鱼雷
4具533mm MK 63型鱼雷发射管，用于发射MK 48型线导鱼雷。

### 水雷
- MK 67型“机动”水雷[1]
- M 60型“捕手”水雷[2]

### 对抗装置
- MK 2型鱼雷诱饵发射装置[1]
- WLQ-4型雷达预警装置[2]

### 火控系统
MK117型鱼雷火控雷达

### 雷达
斯佩里公司的BPS 15或雷声公司的BPS 14型水面搜索/导航/火控雷达，I/J波段。

### 声呐
威廉·H·貝茨號以后的潜艇使用IBM公司的BQQ-5型或雷声公司的BQQ-2型声呐。

## 同級艇列表
| 舷號    | 艇名               | 服役日期       | 退役日期       |
| ------- | ------------------ | -------------- | -------------- |
| SSN-637 | 鱘魚號             | 1967年3月3日   | 1994年8月1日   |
| SSN-638 | 鯨魚號             | 1968年10月12日 | 1996年6月25日  |
| SSN-639 | 裸首梳唇隆頭魚號   | 1968年8月17日  | 1997年3月31日  |
| SSN-646 | 茴魚號             | 1969年10月11日 | 1997年7月18日  |
| SSN-647 | 大西洋油鯡號       | 1971年5月15日  | 1999年6月11日  |
| SSN-648 | 金吉鱸號           | 1969年2月20日  | 1995年3月31日  |
| SSN-649 | 太陽魚號           | 1969年3月15    | 1997年3月31日  |
| SSN-650 | 紫身笛鯛號         | 1968年1月5日   | 1995年4月14日  |
| SSN-651 | 皇后石首魚號       | 1966年12月6日  | 1992年4月14日  |
| SSN-652 | 四齒魨號           | 1969年8月9日   | 1996年7月12日  |
| SSN-653 | 魟魚號             | 1967年4月12日  | 1993年3月16日  |
| SSN-660 | 玉筋魚號           | 1971年9月25日  | 1998年8月7日   |
| SSN-661 | 鮋魚號             | 1967年12月14日 | 1992年8月8日   |
| SSN-662 | 角魚號             | 1968年12月6日  | 1995年4月28日  |
| SSN-663 | 雙髻鯊號           | 1968年6月28日  | 1995年4月5日   |
| SSN-664 | 鬼蝠魟號           | 1969年1月30日  | 1991年10月16日 |
| SSN-665 | 犁頭鰩號           | 1972年9月9日   | 1992年5月29日  |
| SSN-666 | 玳瑁號             | 1971年2月4日   | 2000年3月15日  |
| SSN-667 | 珠光擬梳唇隆頭魚號 | 1969年6月13日  | 1996年6月6日   |
| SSN-668 | 白鯧號             | 1969年8月14日  | 1997年4月11日  |
| SSN-669 | 海馬號             | 1969年9月19日  | 1995年8月17日  |
| SSN-670 | 長鬚鯨號           | 1970年2月4日   | 1997年3月28日  |
| SSN-672 | 條斑馬鮫號         | 1971年9月11日  | 1998年2月26日  |
| SSN-673 | 飛魚號             | 1970年4月29日  | 1996年5月16日  |
| SSN-674 | 海參號             | 1970年8月14日  | 1999年6月1日   |
| SSN-675 | 藍魚號             | 1971年1月8日   | 1996年5月31日  |
| SSN-676 | 尖嘴魚號           | 1971年3月12日  | 1999年7月1日   |
| SSN-677 | 鼓魚號             | 1972年4月15日  | 1995年10月30日 |
| SSN-678 | 射水魚號           | 1971年12月17日 | 1998年3月31日  |
| SSN-679 | 銀漢魚號           | 1972年5月5日   | 1994年7月21日  |
| SSN-680 | 威廉·H·貝茨號      | 1973年5月5日   | 2000年2月11日  |
| SSN-681 | 蝙蝠魚號           | 1972年9月1日   | 1999年3月17日  |
| SSN-682 | 金槍魚號           | 1974年1月26日  | 1998年3月13日  |
| SSN-683 | 礁蝴蝶魚號         | 1974年8月17日  | 2005年7月18日  |
| SSN-684 | 竹莢魚號           | 1973年2月9日   | 1998年3月30日  |
| SSN-686 | L·門德爾·李華斯號  | 1975年2月1日   | 2001年5月10日  |
| SSN-687 | 理查·B·拉塞爾號    | 1975年8月16日  | 1994年6月24日  |

## 备注说明
鲟鱼级攻击型核潜艇的建造很大程度上是为了在冷战期间与苏联争夺北冰洋。为了使该级潜艇能够从北极冰层下顺利通过，设计者做了精心的设计，使得为围壳的水平舵可以转成垂直状态。1982年，竹莢魚号在珍珠港被改装成为蛙人运输艇以便于执行两栖攻击任务。此后，射水鱼号、银汉鱼号、金枪鱼号以及L·門德爾·李華斯号也都进行了类似的改装。威廉·H·貝茨号、玳瑁号、珠光擬梳唇隆頭魚号、理查·B·拉塞爾号则改装成为海军深海救生艇的母艇，用以支援深海救生工作。该级艇设计寿命为30年，但是许多艇都提前退役了。1990年，弃用了萨布洛克反潜火箭，也不再装载核弹头。1987-1991年，礁蝴蝶魚号进行了大规模改装，艇身加长了约30米，用于安装海底作战所需的设备。

## 退役
80年代後，美國建造了大批的洛杉磯級，鱘魚級潛艇已成為落後又多餘的潛艦，2000年代前後，鱘魚級都全數退役。

## 图集

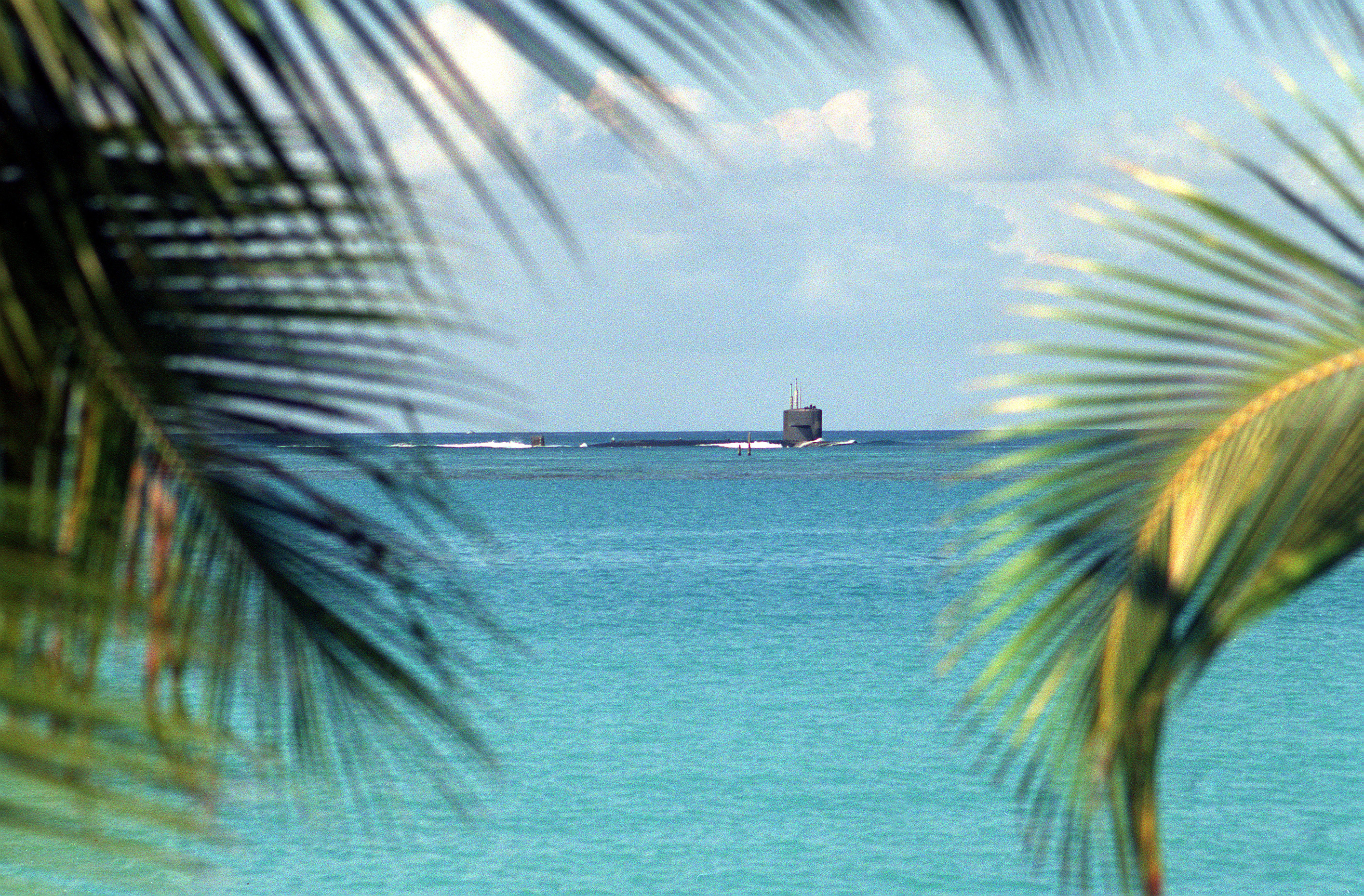
SSN-651 皇后石首魚號
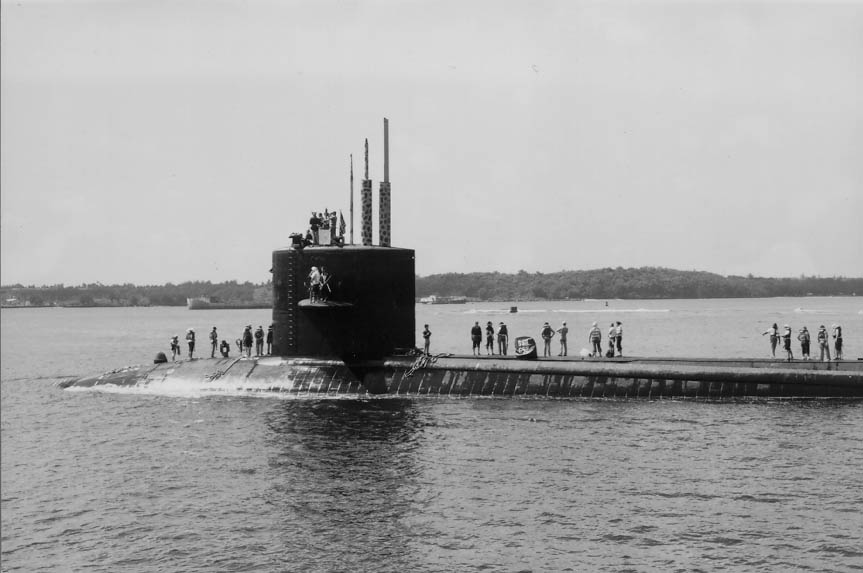
SSN-652 四齒魨号
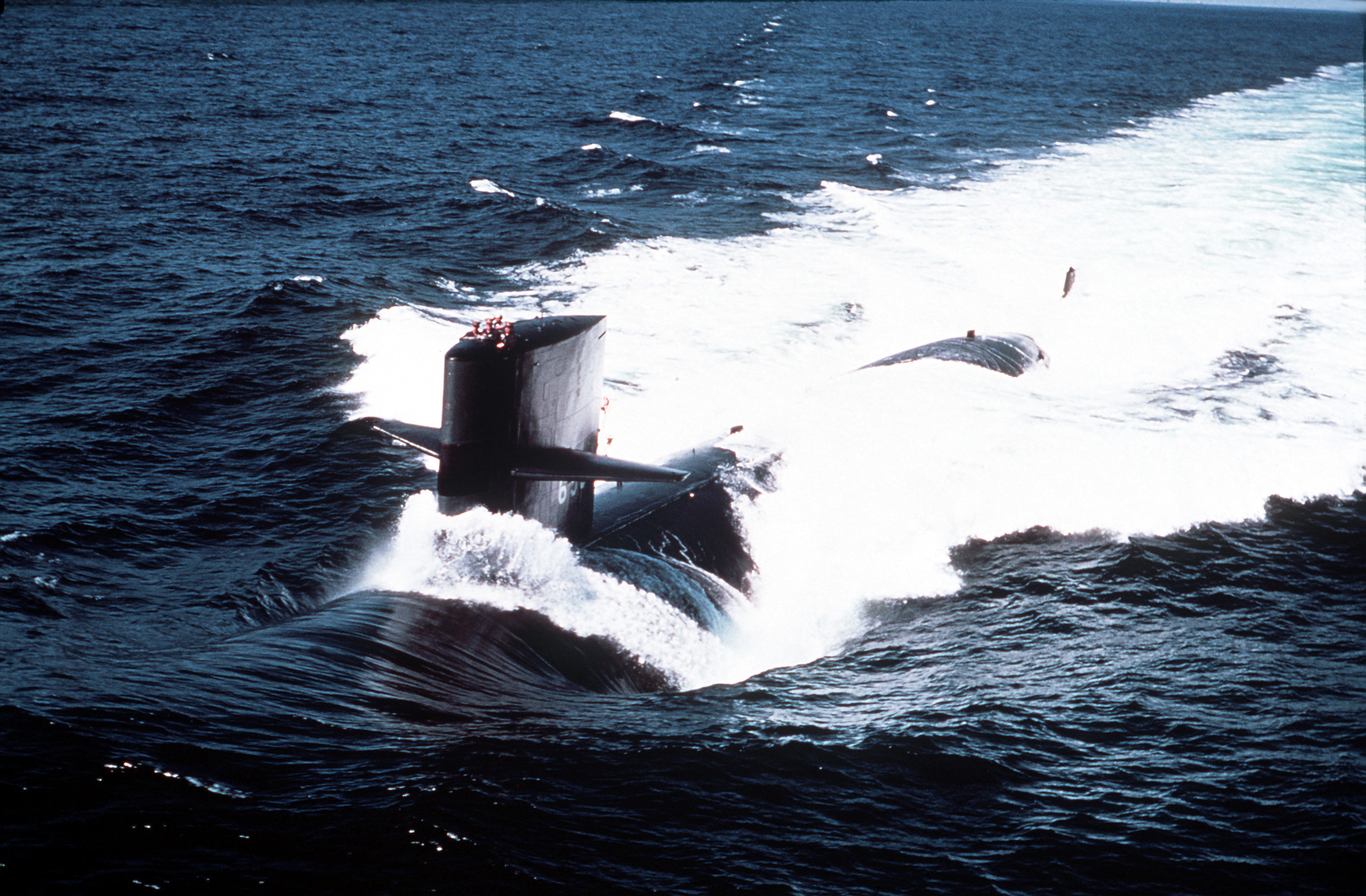
SSN-653 魟魚號
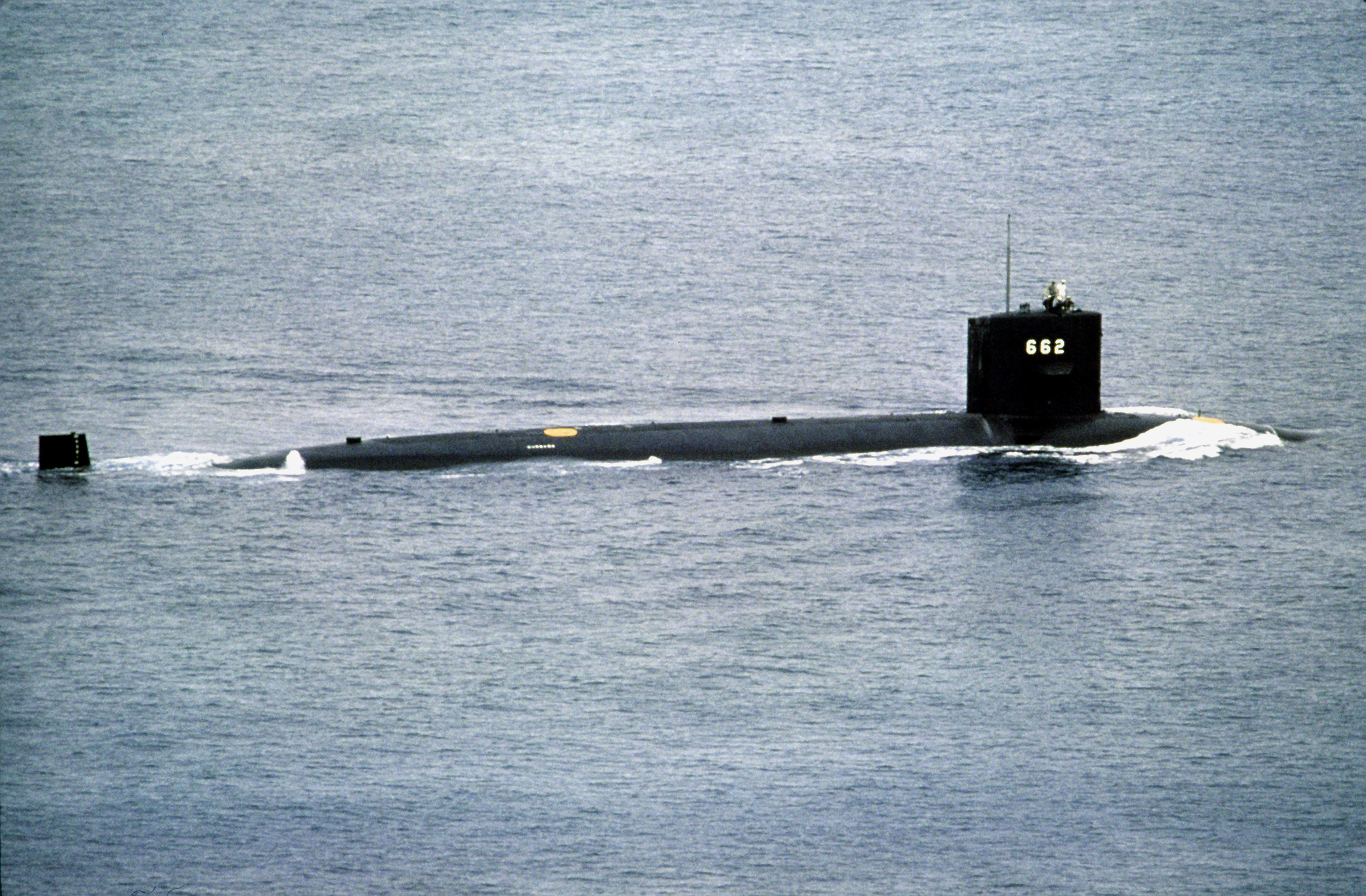
SSN-662 角魚号
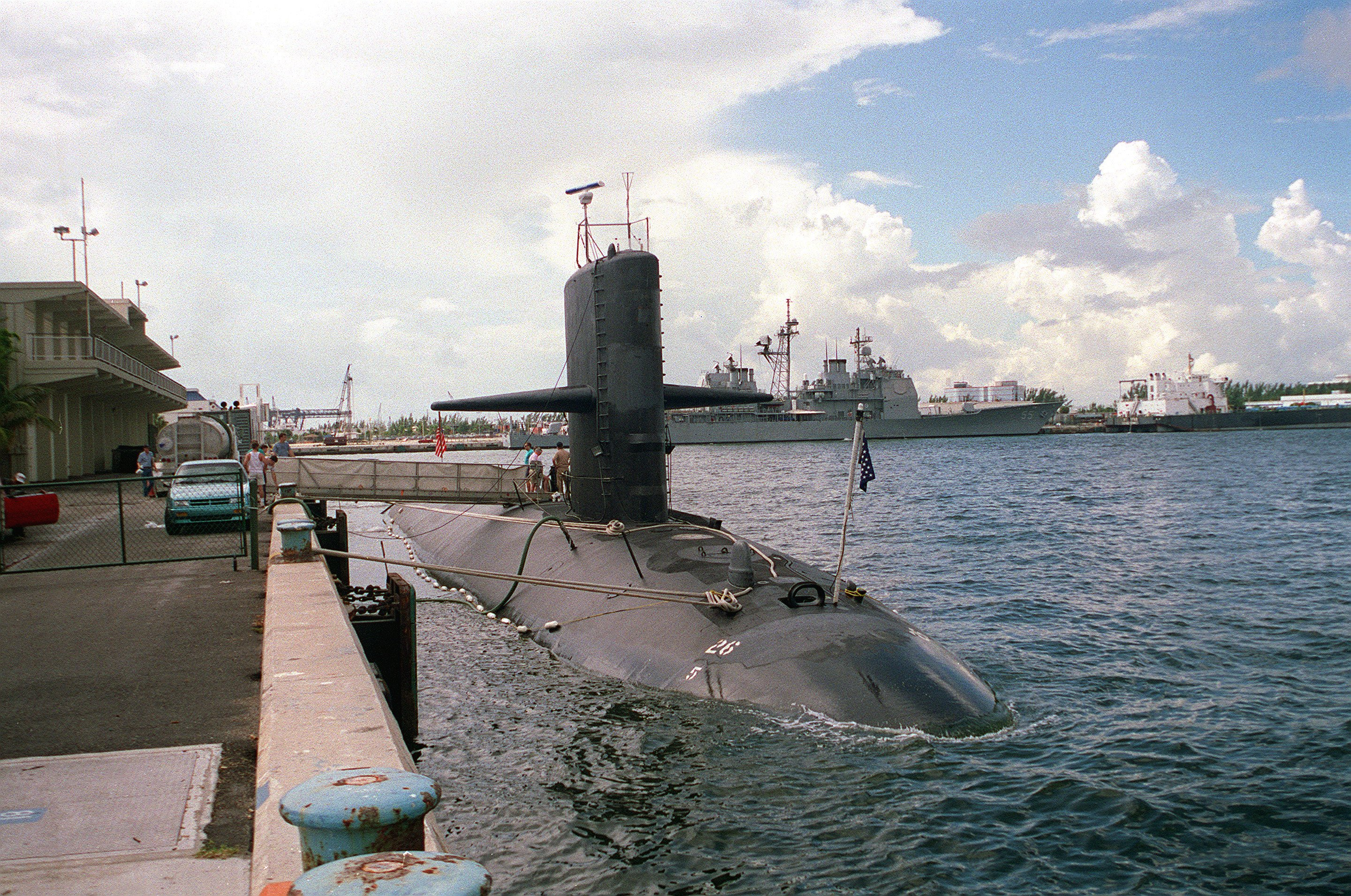
SSN-663 双髻鲨号
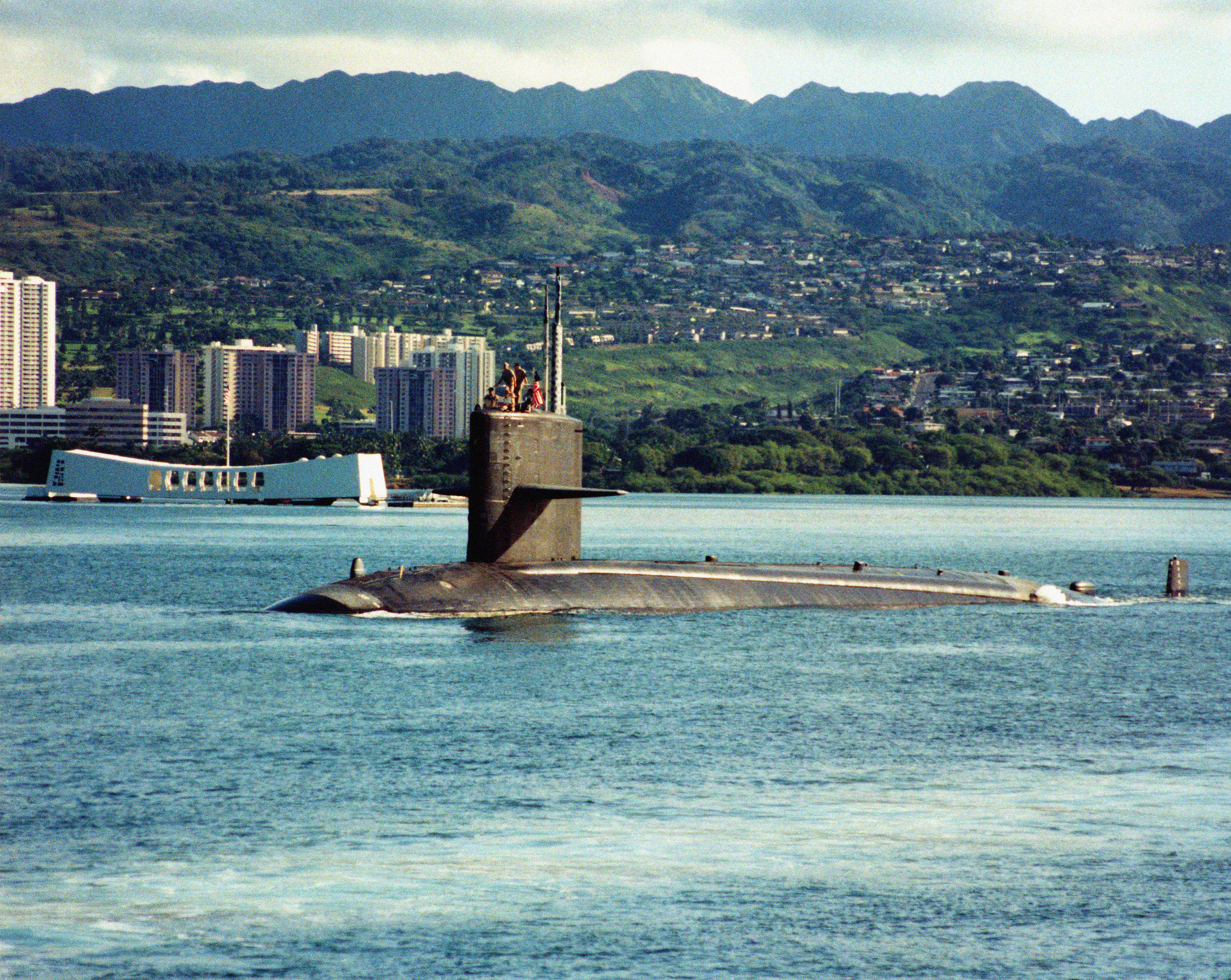
SSN-666 玳瑁号
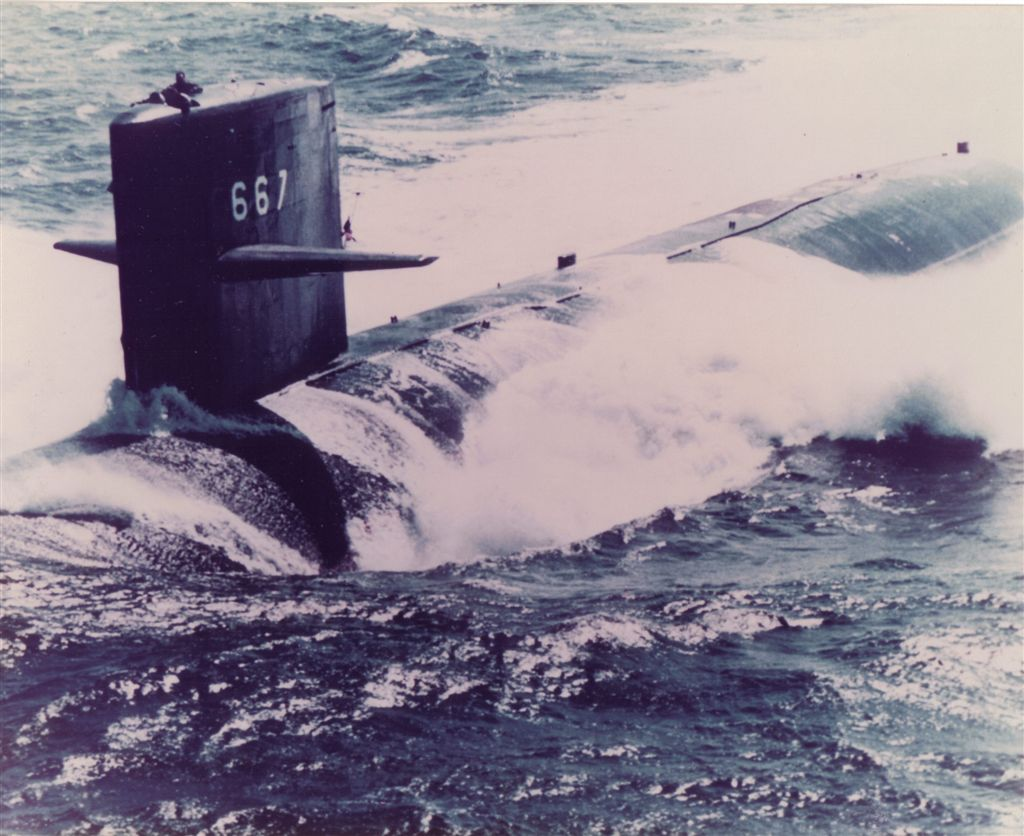
SSN-667 珠光擬梳唇隆頭魚号
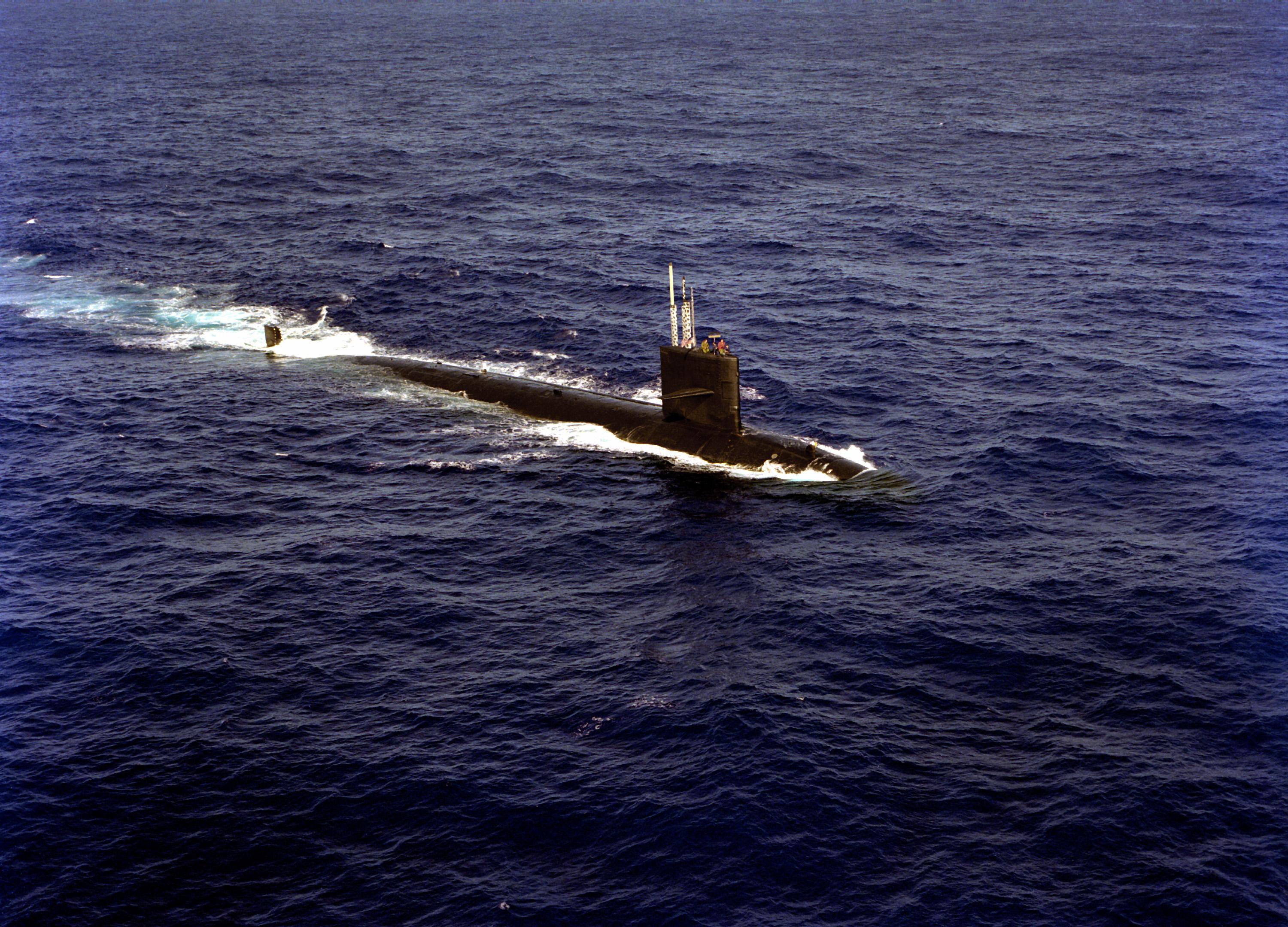
SSN-669 海马号
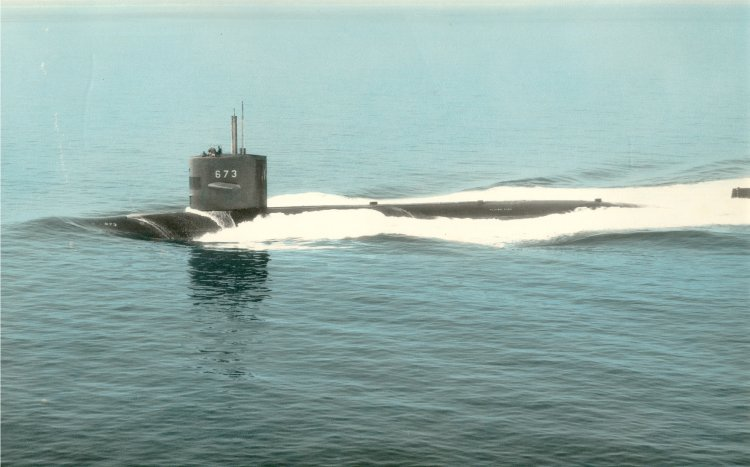
SSN-673 飞鱼号
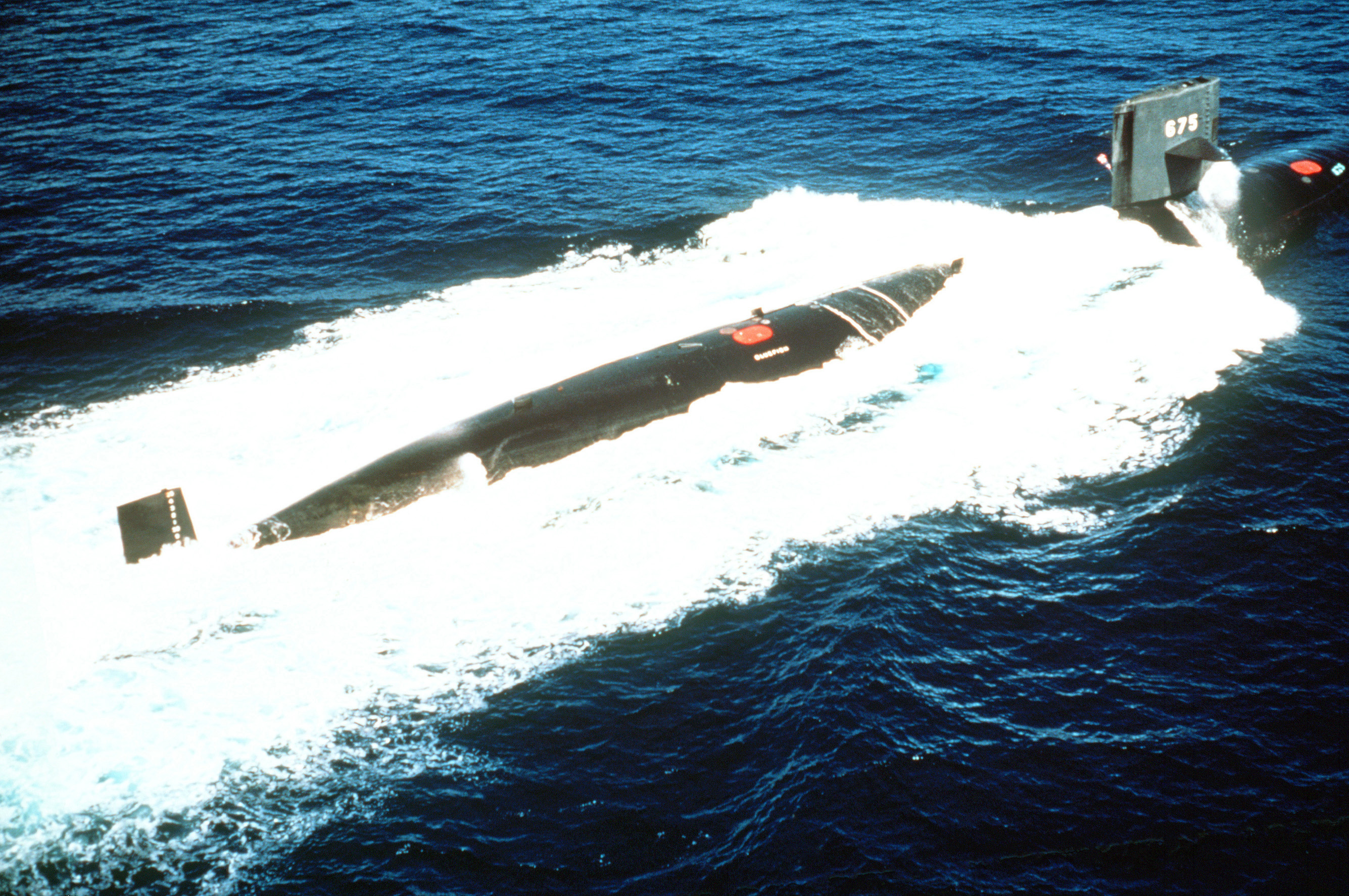
SSN-675 蓝鱼号
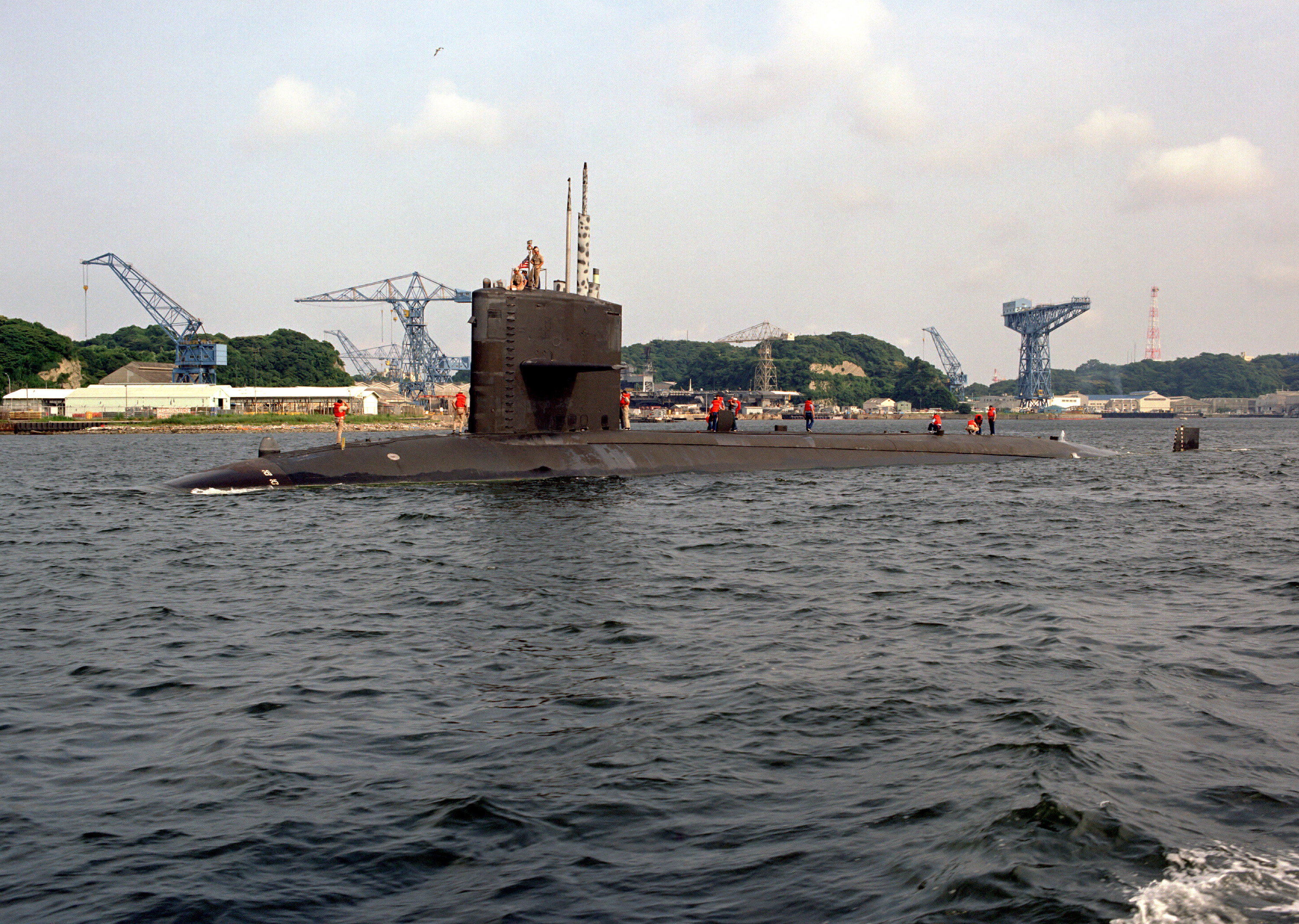
SSN-677 鼓魚號
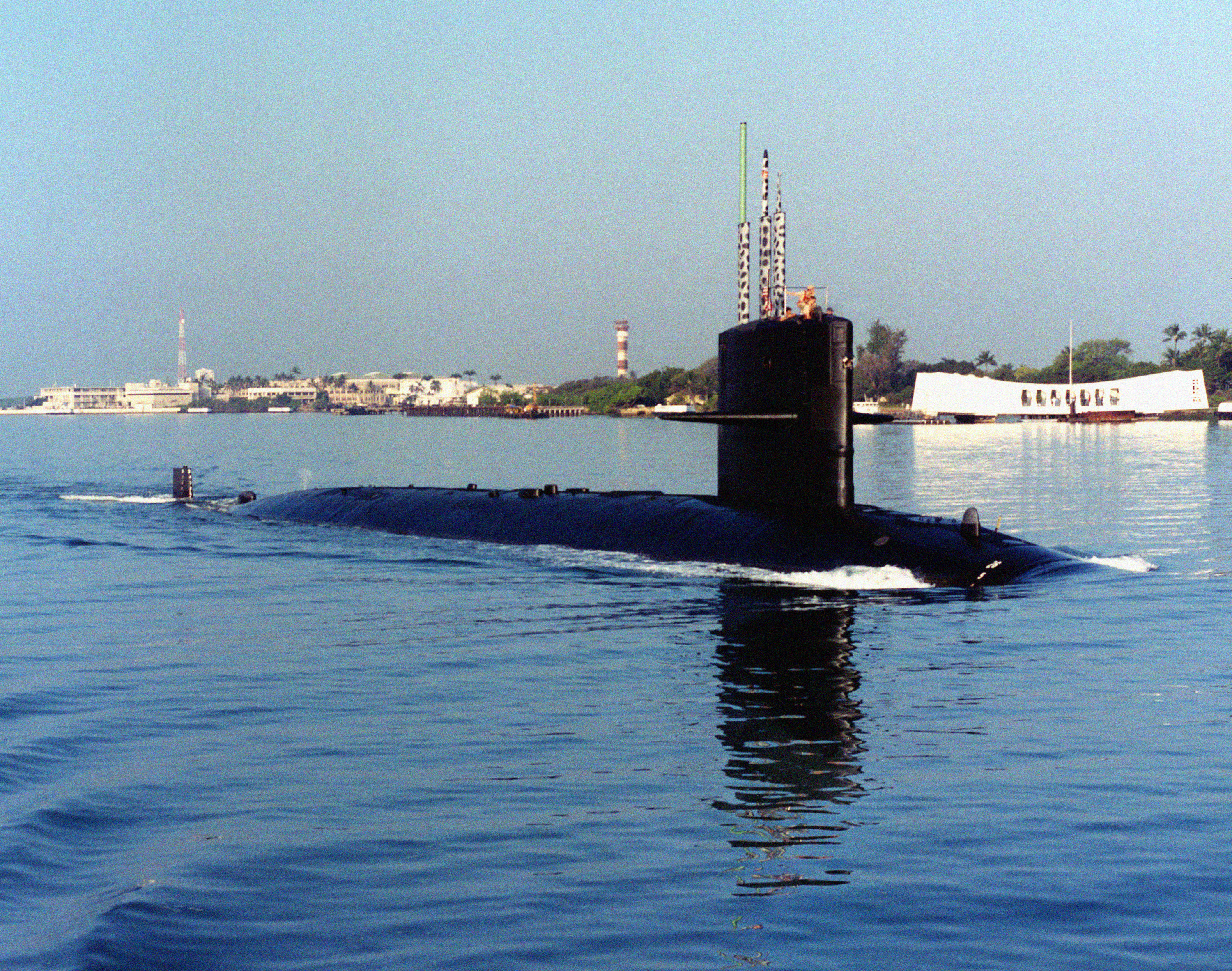
SSN-684 竹莢魚號
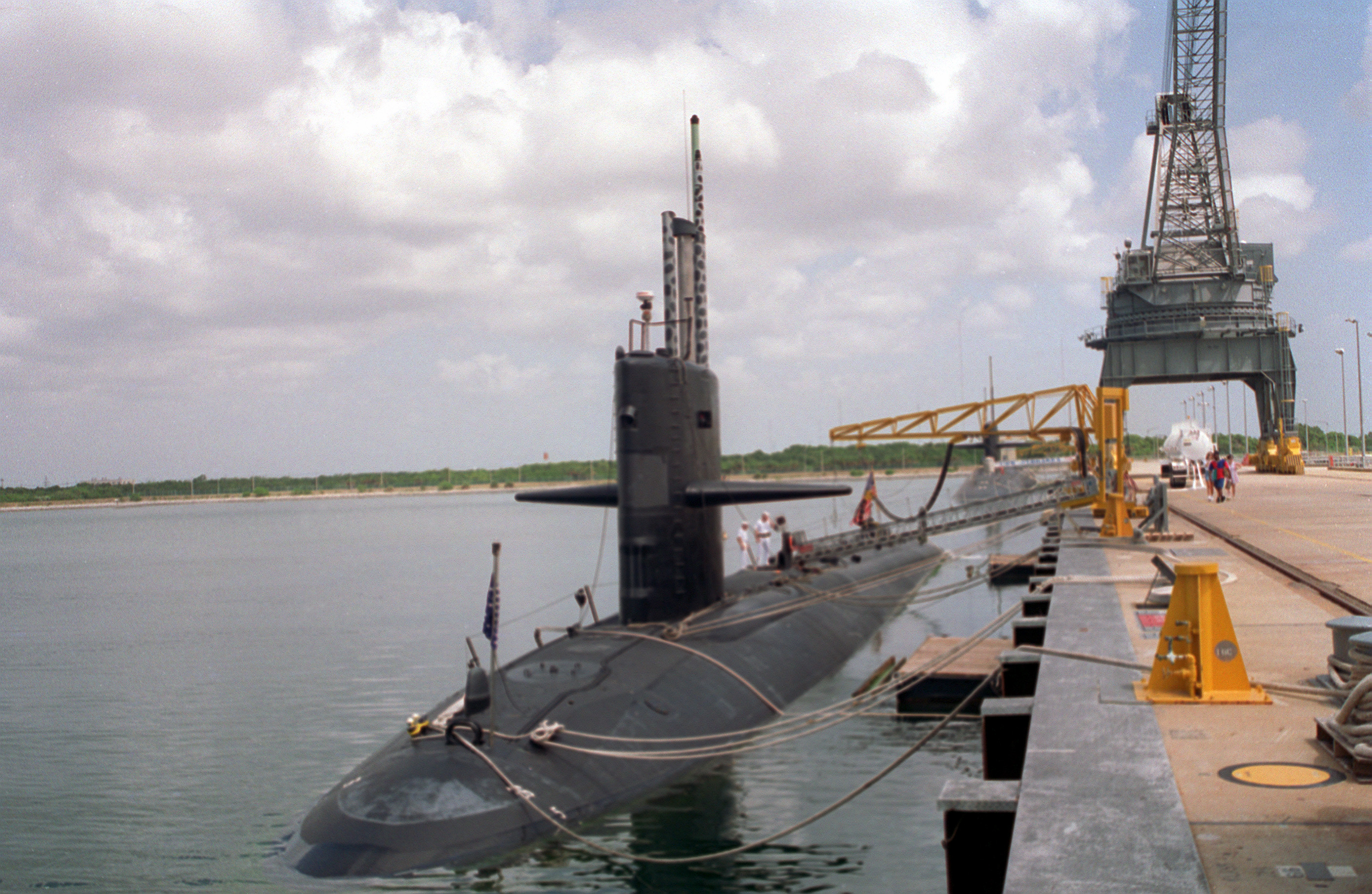
SSN-686 L·門德爾·李華斯号
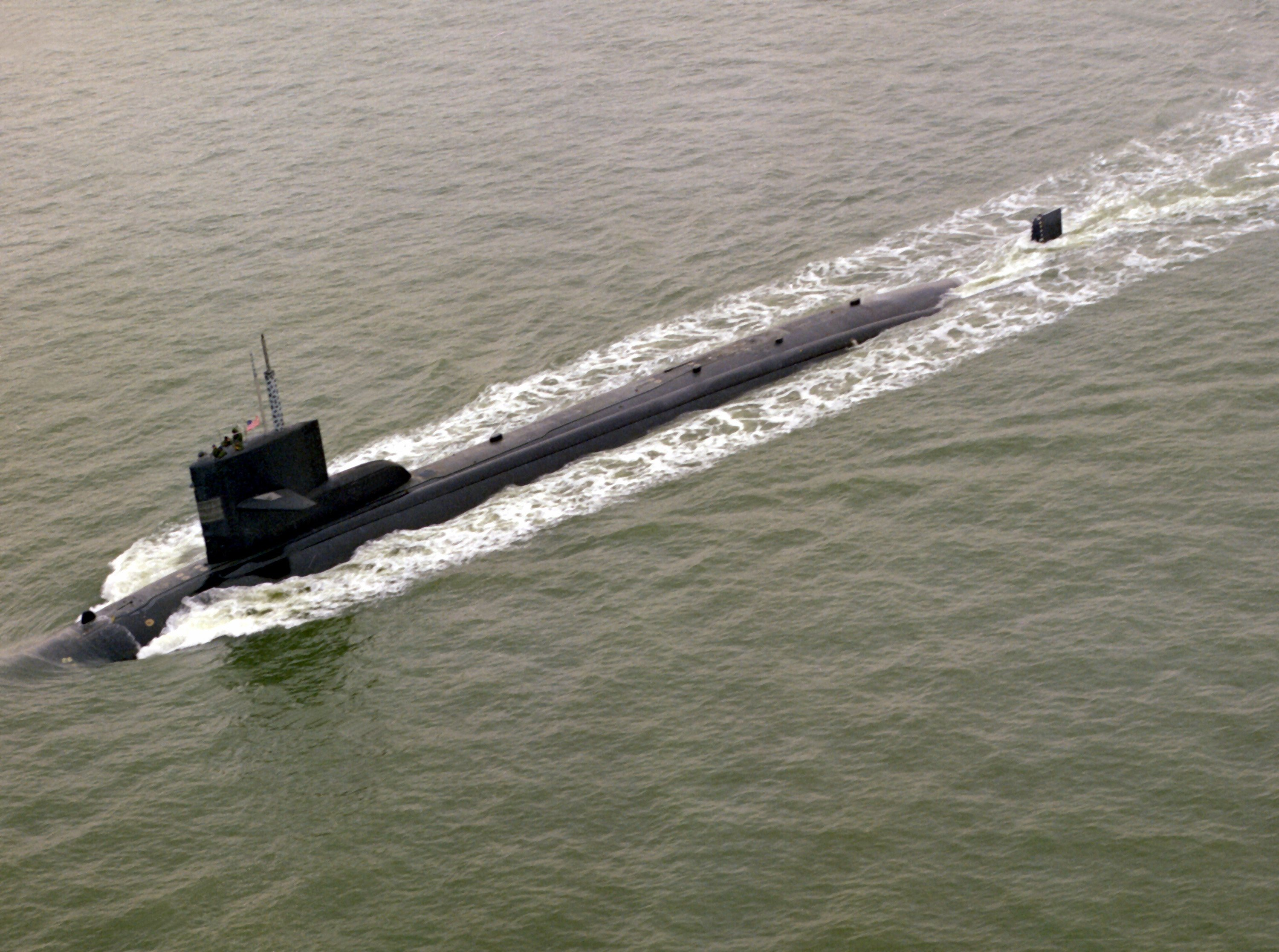
SSN-687 理查·B·拉塞爾号